# Zayugróc
Zayugróc (szlovákul Uhrovec) község Szlovákiában, a Trencséni kerületben, a Báni járásban. Latkóc tartozik hozzá.

## Fekvése
Bántól 7 km-re északkeletre fekszik.

## Története
1258-ban „Vgrovg” néven említik először. Neve a magyar nép szláv ugr nevéből való.
1295-ben „Wgrog” néven említik, ekkor az ugróci uradalom központja. 1481-ben „Wgrod”, 1525-ben „Wgrocz” alakban szerepel a korabeli forrásokban. A 16. századtól vásártartási joggal rendelkező mezőváros. A 16. század második felétől 1945-ig a Zay család a birtokosa. 1598-ban 48 ház állt a településen. A Zay család itteni várkastélya 1613-ban épült a templomosok középkori kolostorának alapjain. 1720-ban 9 adózója volt, valamennyien zsellérek. A kastélyt 1767-ben felújították, ma múzeum. 1784-ben a falu 112 házában 188 családban 869 lakos élt.
A 18. század végén Vályi András így ír róla: „UGRÓCZ. Záy-Ugrócz, Uhrovcze. Mezőváros, Vár, és Uradalom Trentsén Várm. földes Urai Gr. Kolonics, és B. Záy Uraságok, lakosai katolikusok, és evangelikusok, fekszik hegyek között, Rokosnak szomszédságában, Trentsénhez harmadfél mértföldnyire. FERDINÁND Tsászártól nyerte vala N. Záy Ferentz, midőn Verántzius Antal Érsekkel Konstántzinápolyba kűldettetvén, hív szolgálatot teve a’ Tsászárnak. Óltalmazó menedék helye vala a’ szomszédbélieknek, midőn a’ hazai háborgások’ idején a’ lakosok nyughatatlaníttattak. Jelesítik e’ Várost a’ nagy Várforma Kastély, ’s a’ hozzá tartozó külömbféle kertek, mellyek közzűl a’ nagy kertben mintegy 6 halastó van; nedvesíti pedig folyó vize, melly a’ Városon keresztűl foly. Lakosai rész szerént mesterségek’ folytatása, leginkább pedig posztó szövés, rész szerént pedig gazdáskodás által keresik élelmeket; határja közép termékenységű, legelőjök, fájok mind a’ kétféle van, gyümöltsök sok terem, piatzok helyben, és Trentsénben is.”
1828-ban 64 házát 905-en lakták. Lakói szőlőtermesztéssel, gyümölcs termesztéssel foglalkoztak, de volt itt hat uradalmi halastó, téglaégető, papírmalom és szeszfőzde is. 1845-ben posztógyárában egyenruhákat készítettek. A 19. század közepén felépült az első üveghuta, majd a posztógyár bezárása után annak épületében létesült a második üveghuta.
Fényes Elek 1851-ben kiadott geográfiai szótárában így ír a faluról: „Ugrócz (Zay-), Trencsén, most A. Nyitra vm. szép nagy tót helység, Nyitra vmegye széléhez 1/2, Bánhoz 1 1/2, Trencsénhez pedig 5 óra járásnyira. Ékességére szolgál a gr. Zay régi 3 emeletü kastélya; továbbá a szép urasági gyümölcsös; s virágos kert; a kath. és evang. anyatemplomok, a synagóga, s más urasági tiszti és középületek. Lakosai, kik 248 kath., 679 evang., 19 zsidókra mennek, igen szorgalmatosak; közöttök számosan vannak posztócsinálók, fazekasok, és más mesteremberek. Az uraságnak pedig nagyszerű híres posztógyára van itt. Határa nagy; zabot, hajdinát bőven terem; erdeje derék; gyümölcse sok; kivált szilva és körtvély. Van még továbbá halastava és papirosmalma. A régi ugróczi várat Podrágy helysége felett innen mintegy 1/2 órányira még most is meglehetős állapotban láthatni. Felső részében hajdan templariusok laktak, s most is van ott egy kápolna, melly temetkezőhelyül szolgál a gr. Zay családnak, s mellyben szemlélhetni a Zay András zászlóját, több török zászlókkal és fegyverekkel egyetemben. Ezen várat a hozzá kapcsolt 19 helységből álló uradalommal együtt I. Ferdinand ajándékozta Zay Ferencznek, ki elébb egri kapitány, későbben kassai parancsnok vala; majd Verancz Antal érseket kiséré el a Solimánhoz való követségbe. F. u. gr. Zay Károly.”
1871-ben felépült faüzemében cipészek számára kaptafákat, sámfákat készítettek. Ipari iskoláját 1875-ben alapították. A trianoni diktátumig Trencsén vármegye Báni járásához tartozott.
A háború után lakói a kőbányában, a fűrésztelepen és a környező nagybirtokokon dolgoztak. Lakói támogatták a szlovák nemzeti felkelést, melynek során 1944. augusztus 30-án a helyi partizánegységek elfoglalták a várost. Megtorlásul a németek november 5-én kifosztották és felgyújtották a települést, a tűzben 35 ház semmisült meg. November 25 és 28 között súlyos harcok folytak itt a partizánok és a németek között. 1968-ban csatolták hozzá Latkócot.

## Népessége
| Év:            | 1994. | 2004.   | 2014.   | 2024.   |
| -------------- | ----- | ------- | ------- | ------- |
| Emberek száma: | 1591  | 1478    | 1510    | 1522    |
| Eltérés:       |       | -7,10 % | +2,16 % | +0,79 % |

| Év:            | 2023. | 2024.   |
| -------------- | ----- | ------- |
| Emberek száma: | 1533  | 1522    |
| Eltérés:       |       | -0,71 % |

1880-ban 1330 lakosából 44 magyar, 171 német és 1060 szlovák anyanyelvű volt.
Latkóc 55 lakosából 3 magyar és 51 szlovák anyanyelvű volt.
1890-ben 1612 lakosából 78 magyar, 133 német, 1320 szlovák és 81 egyéb anyanyelvű volt.
Latkóc 72 lakosából 2 magyar és 67 szlovák anyanyelvű volt.
1900-ban 1760 lakosából 177 magyar, 101 német, 1482 szlovák és 81 egyéb anyanyelvű volt.
Latkóc 86 lakosából 4 magyar, 1 német és 81 szlovák anyanyelvű volt. Ebből 71 római katolikus és 15 evangélikus vallású volt.
1910-ben 1833 lakosából 181 magyar, 92 német, 1542 szlovák és 18 egyéb anyanyelvű volt. Ebből 1056 római katolikus, 718 evangélikus, 56 izraelita és 3 református vallású volt.
Latkóc 63 lakosából 5 magyar, 3 német, 45 szlovák és 10 egyéb anyanyelvű volt.
1921-ben 1274 lakosából 42 magyar, 4 német, 14 zsidó, 3 egyéb nemzetiségű, 7 egyéb külföldi és 1204 csehszlovák volt.
Latkóc 70 lakosából 67 csehszlovák, 1 német és 2 egyéb nemzetiségű volt. Ebből 55 római katolikus és 15 evangélikus vallású volt.
1930-ban 1203 lakosából 9 magyar, 2 német, 1182 csehszlovák és 10 állampolgárság nélküli volt. Ebből 598 evangélikus, 555 római katolikus, 26 izraelita, 6 református, 1 görög katolikus és 17 egyéb felekezetű volt.  
Latkóc 54 lakosa mind csehszlovák volt. Ebből 53 római katolikus és 1 evangélikus vallású volt.
1991-ben 1607 lakosából 1596 szlovák,7 cseh, 2 morva volt.
2001-ben 1523 lakosából 1508 szlovák, 5-5 magyar és cseh, illetve 1-1 morva, ruszin, német és lengyel volt.
2011-ben 1528 lakosából 1468 szlovák, 6 cseh és 1-1 magyar, lengyel, német és morva volt.

## Nevezetességei
- Ugróc várának romjai Ugrócváralja közelében, 591 m magas hegyen állnak. A vár 1251 és 1293 között épült. Bas fia Péter birtoka, majd Csák Mátéé volt. 1389-ben az ugróci uradalmat Luxemburgi Zsigmond Stibor vajdának adta, aki a várat jelentősen bővíttette. Ekkor épült a gótikus palotaszárny. A 16. században a várat és uradalmát I. Ferdinánd királytól szolgálataiért Zay Ferenc kapta adományként, ettől kezdve a Zay család birtoka volt. A 16. század végén új falakkal és sarokbástyákkal erősítették meg. A 18. században birtokosai sorsára hagyták, helyette a 17. században épített ugróci kastélyban laktak.
- A Zay család kastélya 1613-ban épült, eredetileg késő reneszánsz stílusban, 1767-ben átépítették és emeletet húztak rá, de maradtak reneszánsz részletei. A kastély kápolnája 1746-ban épült empire stílusban. 1904-ben romantikus stílusban építették át. Híres volt könyvtára, mely az oldalszárnyban működött. Gazdag 18. és 19. századi zenei gyűjteménnyel büszkélkedett. Ma egy részében a Matica Slovenska könyvtára működik. A kastély épületeit 1977-ben teljesen megújították. Körülötte szép park található számos értékes faritkasággal.
- Római katolikus temploma 1817-ben épült klasszicista stílusban.
- Az egykori üveggyár 19. századi klasszicista épülete.
- Az első világháború hősi halottainak emlékművét országos viszonylatban is az elsők között emelték, 1915. december 19-én avatták fel ünnepélyes keretek között. Az emlékművet Schlesinger-Szalatnai Arthur tervei alapján készítették.[5]
- Ľudovít Štúr szülőháza a 19. század elején épült, kulturális műemlék. Az első kiállítás 1965-ben, Štúr születésének 150. évfordulójára nyílt benne. Az 1970-es évek elején renoválták. Ebben  házban született 1921-ben Alexander Dubček is.
- Evangélikus temploma 1940-ben épült.
- Klasszicista kastélya a 19. század első felében épült.

## Neves személyek
- Itt született 1815-ben Ľudovít Štúr szlovák politikus, a szlovák nemzeti mozgalom vezetője.
- Itt született 1820-ban Karol Ľudovít Černo szlovák költő, evangélikus lelkész.
- Itt született 1827-ben Ján Štúr szlovák nemzetébresztő, szerkesztő, publicista, Ľudovít Štúr legfiatalabb öccse.
- Itt született 1855-ben Szántó Albert mérnök, miniszteri tanácsos.
- Itt született 1856-ban Greguss Imre magyar festő.
- Itt született 1864-ben Zay Miklós nagybirtokos gróf, a magyar főrendiház tagja.
- Itt született 1893-ban Sovánka Károly festőművész, grafikus, szobrász, vadász.
- Itt született 1894-ben Ladislav Szántó szlovák marxista filozófus.
- Itt született 1921-ben Alexander Dubček, csehszlovák kommunista pártfőtitkár, az 1968-as prágai tavasz vezető alakja.
- Itt tanult Fadrusz János szobrászművész.
- Itt tanult Sovánka István üvegművész.
- Egy ideig itt élt Artner Teréz (1772–1829) költőnő.
- Itt szolgált Hadik János evangélikus lelkész.
- Itt tanított Torkos Károly evangélikus lelkész.
- Itt tanított Révész Márton felső kereskedelmi iskolai tanár.
- Itt hunyt el 1570-ben Zay Ferenc diplomata, királyi udvarnok, főispán, Felső-Magyarország főkapitánya, történetíró.

## Lásd még
- Latkóc